# بائودولینو
بائودولینو (ایتالیایی: Baudolino)، چهارمین رمان از آثار اومبرتو اکو است. این اثر در سال ۲۰۰۱ میلادی به دست ویلیام ویور از ایتالیایی به انگلیسی ترجمه شد.